# Meiocarpidium
Meiocarpidium là chi thực vật có hoa trong họ Annonaceae.

## Các loài
- Meiocarpidium oliverianum (Baill.) D.M.Johnson & N.A.Murray, 2018: Cameroon, Cộng hòa Trung Phi, Cộng hòa Congo, Gabon.